# Abdur Rahman Chan
Abdur Rahman Chan (ur. 1844, zm. 1 października 1901) – emir Afganistanu w latach 1880–1901, trzeci syn Afzala Chana, który z kolei był najstarszym synem Dost Mohammada Chana – założyciela dynastii Barakzai w Afganistanie. Abdur Rahman Chan był uważany za silnego władcę, który ustanowił na nowo rządy afgańskie w Kabulu po zamieszaniu, które nastąpiło po drugiej wojnie afgańskiej. Jego panowanie jest zapamiętane z brutalności i krwawego tłumienia buntów, szczególnie za zmasakrowanie 60% populacji Hazarów, oraz Nuristańczyków.